# Beronius
Beronius (av latinets 'bero' = björn, egentligen Björnsson) är ett svenskt efternamn.  Den 31 december 2021 var 155 personer med efternamnet Beronius folkbokförda i Sverige.

## Personer med efternamnet Beronius
- Boël-Marie Beronius (1918–1993), författare
- Hanni Beronius (född 1990), skönhetsdrottning
- Jonas Beronius (1779–1847), bergmästare och mekaniker
- Magnus Beronius (1692–1775), ärkebiskop
- Otto Beronius (1820–1895), ämbetsman och sångare
- Victor Beronius (1814–1891), läkare och politiker

## Släkter
Två obefryndade svenska släkter med namnet Beronius är kända:

### Beronius från Hälsingland
Den ena släktens stamfader är Olof Björn, förfader till ärkebiskopen Magnus Beronius, vars fem barn med första hustrun samt hans andra hustru adlades 1760 med namnet Björnstjerna. 
Släkten har sitt ursprung i Hälsingland, och den tidigast omnämnde i denna släkt är en officer, Olof Björn, som deltog i slaget vid Lützen. En son till denne tog namnet Beronius efter faderns efternamn Björn. En sonsons son till Olof Björn var ärkebiskop Magnus Beronius.

#### Personer i släkten
- Magnus Beronius (1692–1775), svensk biskop och ärkebiskop

### Beronius från Västergötland
Den andra släkten stammar från byggmästaren hos Per Brahe den yngre, Björn Jonsson (död 1673), som bodde i Aspryd, Habo socken. Hans son Petrus Beronius blev komminister i Valstads socken.

#### Personer i släkten
- Jonas Beronius (1779–1847), konstmästare vid Dannemora gruvor, ledamot av Vetenskapsakademien och slutligen bergsfogde [2]
- Otto Beronius (1820–1895), Gunnar Wennerbergs förtrogne vän och förebild till "Glunten" i Gluntarne. Son till Jonas Beronius.
- Hanni Beronius (född 1990), Miss Universe Sweden 2012. Hanni eller Johanna som var hennes ursprungliga tilltalsnamn, är släkt med Björn Jonsson i rakt nedstigande led i 11:e generationen genom sin far Peter B. (f.1961) och farfar Per B. (f.1935).  Hanni tillhör således den släkt som har sitt ursprung i Västergötland.[2][3]

### Med okänd släkttillhöringhet
- Boël-Marie Beronius, svensk författare och manusförfattare.

## Referenser

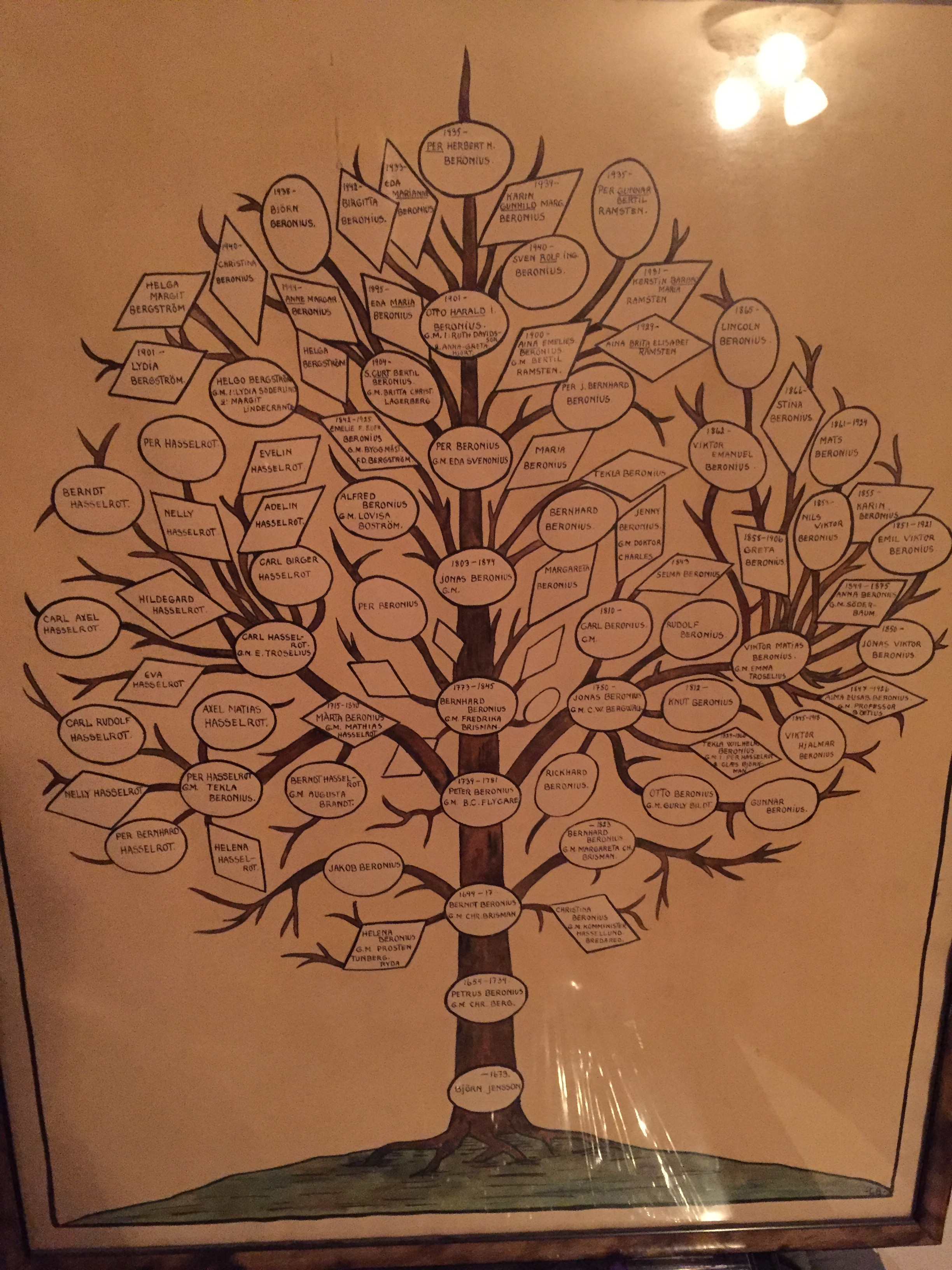
Släktträd Beronius - Västergötland